# 18812 Aliadler
18812 Aliadler este un asteroid din centura principală de asteroizi.

## Descriere
18812 Aliadler este un asteroid din centura principală de asteroizi. A fost descoperit pe 18 mai 1999 la Socorro, New Mexico, în cadrul proiectului LINEAR. Asteroidul prezintă o orbită caracterizată de o semiaxă mare de 2,37 ua, o excentricitate de 0,13 și o înclinație de 6,2° în raport cu ecliptica.